# Нова Дофінівка
Нова́ Дофінівка — село Фонтанської сільської громади в Одеському районі Одеської області в Україні. Населення становить 1344 осіб. Відстань до обласного та районного центру становить близько 22 км і проходить частково автошляхом М14.
В селі діє 9-річна школа, сільський клуб, бібліотека, фельдшерсько-акушерський пункт, старостат.

## Історія
Під час організованого радянською владою Голодомору 1932—1933 років померло щонайменше 9 жителів села.

## Населення

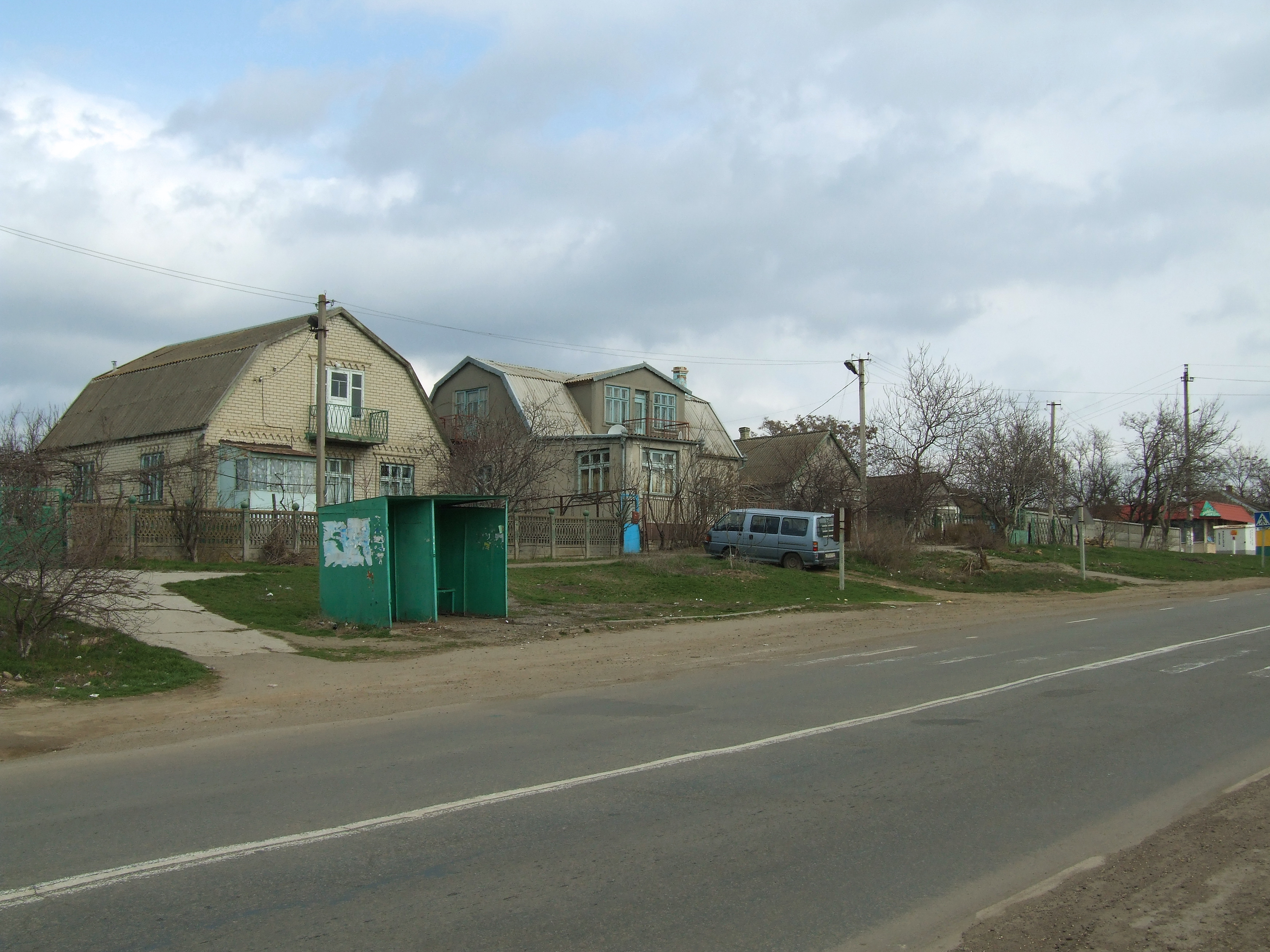
Вулиці села

Згідно з переписом УРСР 1989 року чисельність наявного населення села становила 1591 особа, з яких 731 чоловік та 860 жінок.
За переписом населення України 2001 року в селі мешкали 1344 особи.

### Мова
Розподіл населення за рідною мовою за даними перепису 2001 року:
| Мова       | Відсоток |
| ---------- | -------- |
| українська | 73,14 %  |
| російська  | 25,82 %  |
| болгарська | 0,37 %   |
| румунська  | 0,29 %   |
| білоруська | 0,15 %   |
| інші       | 0,23 %   |

## Відомі люди

### Народилися
- Костанді Киріак Костянтинович (1852—1921) — український педагог і художник.